# Elmar Klos
Pour les articles homonymes, voir Klos.
Elmar Klos est un réalisateur tchécoslovaque né à Brünn, en Autriche-Hongrie le 26 janvier 1910 et mort à Prague le 31 juillet 1993 .

## Filmographie
- 1937 : V dome strasí duch
- 1937 : Silnice zpivá
- 1937 : Kolem dokola
- 1938 : Pojdte s námi
- 1938 : Historie fíkového listu
- 1938 : Andrej Hlinka o sobe
- 1939 : Ctyri lidé, jedna rec
- 1941 : Chvála révy
- 1946 : Dvakrát kaucuk
- 1947 : Prazský hrad
- 1949 : IX. Sjezd KSC
- 1953 : Únos coréalisé avec Ján Kadár
- 1955 : Hudba z Marsu coréalisé avec Ján Kadár
- 1956 : Mladé dny coréalisé avec Bohumil Brejcha, Martin Frič, Ján Kadár, Ivo Novák et Jindrich Pus
- 1957 : Tam na konecne coréalisé avec Ján Kadár
- 1958 : Tri prání coréalisé avec Ján Kadár
- 1960 : Laterna magika II coréalisé avec Milos Forman, Ján Kadár, Alfréd Radok, Emil Radok, Ján Roháč, Vladimír Svitácek et Karel Zeman
- 1963 : Smrt si rika Engelchen coréalisé avec Ján Kadár
- 1964 : Obzalovany coréalisé avec Ján Kadár
- 1965 : Le Miroir aux alouettes (Obchod na korze) coréalisé avec Ján Kadár
- 1969 : Touha zvaná Anada coréalisé avec Ján Kadár
- 1989 : Bizon coréalisé avec Moris Issa